# Zale
El Zale es un juego de mesa por turnos, que se desarrolla sobre un tablero cuadrado y reticulado de 4 casillas por cada lado.
Procede de un primitivo juego entre indígenas africanos, el akukujama, que practicaban para pasar el tiempo de espera de presas de caza, y para el que utilizaban sus lanzas o mapes. Descubierto por misioneros y exploradores del continente africano. La primera versión del zale sin esfera central fue introducida por Ricardo Campanero, pero el Zale no adoptaría su forma actual hasta la inclusión de la esfera central (y del contrazale) por parte del padre Anselmo, por lo que también se le suele llamar esfera de Anselmo. También se denomina El Zale. Para jugar se utilizan unas varas con indicación de punta (símil de lanza) a los que aún se llaman mapes.
Entre jugadores de zale o zaleros se considera al juego como el mayor de los juegos mayores, por contraposición a juegos menores (parchís, ajedrez...).

## Reglas
Cada jugador posee un mape y gana el primero que consiga hacer Zale, es decir, cruzar su mape sobre el contrario. Con la excepción de que se hayan recorrido las cuatro esferas laterales lo que podría responderse con un contrazale.
Durante el juego hay que respetar en todo momento (incluyendo cuando los jugadores se secan el sudor o escrutan al contrario) las 7 reglas básicas:
1. Ambos jugadores lanzan su mape al tablero y sale quien lo haya dejado más vertical en torno a la cruz central.
2. El jugador afortunado deja su mape sobre el vértice que elija o en el centro de la figura central que es lo más común en el primer movimiento. (De esta manera tendrá controlada la zona vertical, o la horizontal, según posición flecha.)
3. Cuando el mape se encuentra sobre la esfera central o las semiesferas colaterales no podrá efectuar giros rotacionales indiscriminadamente.
4. Los movimientos rotacionales sólo se efectuaran parcialmente fuera de las esferas.
5. Si un mape ha recorrido la esfera central y las cuatro colaterales sí podrá hacer sobre ellas giros rotacionales, pero no más de 260º. Sólo cuando vuelva a pasar por la esfera central perderá esta ventaja.
6. Si un jugador consigue recorrer con su mape las cinco esferas tiene derecho a ganar al contrario con un contrazale siempre que aquel no haya efectuado más giros rotacionales que este. Esto quiere decir que el contrincante está a "MENOS UN ZALE".
7. Las flechas de los mapes jamás deberán señalarse mutuamente. (El jugador que ejecute ese movimiento perderá automáticamente la partida.). Tampoco podrán cortarse las líneas imaginarias que nacen de la punta de cada flecha y se prolongan imaginariamente en la dirección del mape correspondiente y en el sentido de su flecha. Sin embargo, no se tiene en cuenta la semirrecta imaginaria en la misma dirección y sentido contrario.

## El Zale en la actualidad
En la actualidad el más importante campeonato de zale se celebra en Zarzas de la Sierra, y en su última edición reunió a más de 200 participantes y miles de espectadores.
Algunos jugadores de alta competición son los hermanos Biosca (Gustavo y Álvaro), los no hermanos Montero (Javier y Santiago), Rafa Millán y Eutimio Parrondo.